# Ljungby stad
Denna artikel handlar om den tidigare kommunen Ljungby stad. För orten se Ljungby, för dagens kommun, se Ljungby kommun.
Ljungby stad var en tidigare kommun i Kronobergs län. 

## Administrativ historik
Ljungby stad bildades 1936 genom en ombildning av Ljungby landskommun där Ljungby municipalsamhälle inrättats 1921. 1971 gick staden upp i den då nybildade Ljungby kommun.
I likhet med andra under 1900-talet inrättade stadskommuner fick staden inte egen jurisdiktion utan låg fortsatt under landsrätt och ingick i Sunnerbo tingslag.

### Kyrklig tillhörighet
I kyrkligt hänseende hörde staden till Ljungby församling.

### Sockenkod
För registrerade fornfynd med mera så återfinns staden inom ett område definierat av sockenkod 0735 som motsvarar den omfattning staden hade kring 1950, vilket innebär att koden även används för Ljungby socken.

## Stadsvapnet
Blasonering: I grönt fält en av vågskuror bildad bjälke av guld, åtföljd ovan av tre balkvis ordnade, stolpvis ställda hammare och under av en merkuriestav, samtliga av guld.
Vapnet fastställdes av Kungl. Maj:t 1927. Bilden syftar på Lagan och på hantverk och handel. Vapnet registrerades för kommunen i PRV år 1974.

## Geografi
Ljungby stad omfattade den 1 januari 1952 en areal av 56,26 km², varav 53,26 km² land.

### Tätorter i staden 1960
I Ljungby stad fanns tätorten Ljungby, som hade 8 751 invånare den 1 november 1960. Tätortsgraden i staden var då 94,1 procent.

## Politik

### Mandatfördelning i valen 1938–1966
| 4 | 12 | 2 | 5 | 7 |

| 29 |

| 2 | 14 | 2 | 5 | 7 |

| 30 |

| 4 | 13 | 2 | 6 | 5 |

| 30 |

|  | 15 | 2 | 8 | 4 |

| 29 |

| 2 | 14 | 2 | 7 | 5 |

| 30 |

|  | 14 | 2 | 6 | 7 |

| 28 |

|  | 16 | 2 | 6 | 5 |

| 28 |

| 2 | 12 | 5 | 6 | 5 |

| 30 |